# 50 Words for Snow
《50 Words for Snow》는 잉글랜드의 싱어송라이터 케이트 부시의 열 번째 정규 음반이다. 2011년 11월 21일 피시 피플과 안티 레코드를 통해 발매하였다. 2011년 5월 《Director's Cut》 이후 약 반 년 만에 발표한 음반이자 2005년 《Aerial》 이후 6년 만에 발표한 신곡들이 수록된 음반이다.
《Director's Cut》의 작업을 끝낸 부시는 이전부터 생각하고 있었던 생각과 음반 작업을 하면서 떠올린 아이디어를 가진 채 분위기를 이어가며 새 음반을 작업하기 시작하였다. 부시는 스튜디오로 돌아가기 전 대부분의 노래를 만든 후 집 안에 위치한 스튜디오에서 노래를 녹음했다. 《Aerial》과 비슷한, 자연에 대한 탐구를 통해 음악을 만들던 부시는 처음에 주제를 겨울로 잡았지만, 후에 눈에 대한 음반으로 주제를 변경하였다.
눈에 대한 콘셉트 음반인 《50 Words for Snow》는 음악적으로는 아트 팝, 챔버 팝과 재즈, 전자 음악 및 신고전주의 음악의 요소가 포함되어 있다. 모든 수록곡은 부시가 홀로 작사·작곡 및 프로듀싱하였으며, 엘튼 존, 스티븐 프라이, 앤디 페어웨더 로우와 부시의 아들 앨버트 매킨토시 및 다양한 음악가가 참여하였다. 부시의 다른 음반보다 피아노 연주에 초점을 두었으며, 노래의 평균 길이가 길다.
《50 Words for Snow》는 비평가들로부터 좋은 평가를 받았으며, 여러 매체의 연말 및 연대말 음반 결산에 이름을 올렸다. 상업적으로도 영국 음반 차트에서 5위에 진입하고, 다른 여러 국가의 음반 차트에도 순위권에 올랐으며, 영국 축음기 협회로부터 골드 인증을 받았다. 리드 싱글이자 유일한 싱글인 〈Wild Man〉은 영국 싱글 차트에 73위에 올랐다. 홍보를 위해 클레이 애니메이션과 그림자극 등을 활용한 뮤직 비디오를 세 편 공개하였으며, 사우스 뱅크 스카이 아츠 어워드에서 최우수 팝 음반 부문을 수상하였다.

## 배경 및 작업
부시는 2011년 5월 16일 아홉 번째 정규 음반 《Director's Cut》을 발매하였다. 음반은 각각 1989년과 1993년에 발매한 《The Sensual World》와 《The Red Shoes》의 일부 수록곡을 재녹음한 것으로, "서두르지 않고 조금 더 느긋한 접근을 하고 싶었다"고 밝혔다. 《Director's Cut》와 《50 Words for Snow》 모두 이전부터 해보고 싶었던 종류의 음반이었다고 말한 부시는 《Director's Cut》을 작업하면서 새 음반에 대해 많은 영감을 얻고 아이디어를 떠올려, 음반 작업이 마무리 된 직후 새 음반을 제작하는데 돌입하였다. 부시는 이전 음반의 경우 홍보를 하다보면 피곤해서 음악 작업의 집중력이 떨어졌으나, 《Director's Cut》의 제한적인 홍보로 《50 Words for Snow》로의 작업이 자연스럽게 이어졌다고 말했다. 또한 그 과정에 대해 "새로운 곡들로 가는 정말 자연스러운 여정"처럼 느꼈다고 언급하였다.
처음에는 겨울을 주제로 한 음반을 만들려고 했지만, 노래를 만들기 시작하면서 주제가 눈으로 바뀌었고, 부시는 그 이후로 작업이 쉽게 이어졌다고 언급했다. 한편 음반을 작업하는 기간에는 눈이 많이 내리지 않았기 때문에 눈에 대한 기억과 이미지의 탐구가 중요했다고 덧붙였다. 부시는 피아노 솔로를 테이프에 녹음을 한 후 악기를 추가하고 그 위에 보컬을 덧입히는 방식으로 작업하였다. 〈Among Angels〉를 제외한 모든 트랙에 참여한 스티브 갯의 드럼이 처음으로 추가된 악기였다. 음반의 대부분이 부시의 집 안에 설치된 스튜디오 안에서 작업이 이루어졌지만, 후반기에 진행되었던 조나단 튜닉이 지휘한 관현악 편곡은 애비 로드 스튜디오에서 진행되었다.
대부분의 작곡은 2010년 스튜디오로 들어가기 전에 마무리가 지어졌다. 부시는 한 곡은 《Director's Cut》을 만들고 있는 기간에 쓰였고, 나머지는 그 이후에 만들어졌다고 밝혔다. 존 윌슨의 BBC 라디오 4 프로그램 "Front Row"에 송출될 《Director's Cut》의 인터뷰를 진행한 4월 28일, 부시의 집에는 〈Snowed in at Wheeler Street〉를 부르기 위해 엘튼 존이 있었다. 조셉 유픽 교수 역을 맡은 스티븐 프라이는 음반의 발매 사실이 밝혀지기 10일 전인 2011년 9월 2일에 〈50 Words for Snow〉를 녹음하였다. 프라이는 녹음 당일 트위터에 "활발한 음악가와 함께 사랑스럽고 놀라운 녹음"을 마쳤다고 트윗했으며, 음반 발매 소식 이후 부시의 음반에 참여했다고 트윗을 게시하였다. 부시는 음반이 여름에 발매할 만한 종류가 아니기 때문에, 이듬해 겨울로 미루어져 흐름이 끊기지 않도록 제 시간에 끝내기 위해 작업을 더욱 분발했다.

## 음악
《50 Words for Snow》는 음악적으로 아트 팝, 챔버 팝에 재즈, 전자 음악 및 신고전주의 음악 등의 요소가 가미되어 있다. 음반에 수록된 7곡의 길이는 65분이 넘어가는데, 부시는 노래 속의 이야기가 더 흥미로운 방식으로 전개되도록 하고, 일반적인 팝의 구조에서 벗어나기 위한 음반의 특이점으로 노래의 평균적인 길이를 다른 음반보다 더 길게 만들었다. 위더스는 "청취자들이 듣는 것(또는 듣는 것을 알아차리는 것)뿐만 아니라 긴 시간 동안 듣는 연습을 지속할 수 있도록 도전시킨다"고 논평했다. 또한 《50 Words for Snow》는 눈에 대한 콘셉트 음반으로, 음반 제작 과정에 대해 부시는 새의 세계에서부터 시작된 《Aerial》과 동일한 과정으로, 인간의 관점에서 바라보는 눈과 겨울이라는 자연의 탐구가 다른 아이디어로 이어졌다고 설명했다.
음반의 믹싱에 참여한 스티븐 W. 테일러는 인터뷰에서 부시가 음악적으로 무엇을 찾고 있었는지에 대한 질문에 "우리는 어두운 밤에 걸어나가 눈이 내리고 있을 때의 느낌을 상상하려고 노력"했다고 답했다. 또한 부시는 《50 Words for Snow》는 크리스마스 음반이 아니라고 언급했다. 전기 작가 톰 도일은 "《The Kick Inside》 이후 어떤 작품보다도 그녀가 피아노 연주에 초점을 둔 음반"이라고 언급했으며, 부시 또한 《50 Words for Snow》와 가장 비슷한 음반은 《The Kick Inside》일 것이라고 대답했다.

### 노래
음반의 첫 곡인 〈Snowflake〉는 아들인 앨버트 매킨토시를 위해 만든 노래로, 부시와 당시 12살이었던 앨버트가 노래를 불렀다. 부시는 연약하고도 일시적인 눈송이와 높지만 연약한 악기이기도 한 아들의 목소리와의 만남을 생각했다. 앨버트의 목소리는 나이가 들면 목소리가 낮아질 것이기 때문에, 변성기가 지나기 전의 목소리를 담아두고, 또한 변성기로 사라질 목소리의 덧없음과 눈송이의 삶 사이의 유사점을 그려내고 싶어했다고 말하였다. 일부 전자 음악적인 요소를 제외하면, 피아노가 멜로디를 이끌어가는 유일한 악기로, 피아노의 멜로디가 훅으로 반복된다. 그리고 앨버트가 스포큰 워드로 노래하는 동안, 부시는 "세상은 너무 시끄러워 / 계속 떨어지렴 내가 널 찾을게"라는 구절을 반복한다. 콰이터스의 조 케네디는 마이클 나이먼과 《Music for Airports》 시기의 브라이언 이노가, 인디펜던트는 알레드 존스 버전의 〈Walking in the Air〉가 떠오른다고 언급했다. 언컷의 존 멀베이는 《Director's Cut》의 〈Deeper Understanding〉에서 오토튠을 사용한 앨버트의 목소리와 비교하며 "어떠한 효과도 적용하지 않아 묘한 힘을 드러낸다"고 표현했다.

겨울의 타호호의 모습

〈Lake Tahoe〉는 《50 Words for Snow》 작업을 하면서 처음으로 쓴 곡으로, 친구가 이야기한 타호호와 관련된 설화에서 영감을 얻어서 만들어졌다. 부시는 "오래 전 거대하고 차가운 호수에서 익사한 한 여성으로부터 시작된다. 그녀의 개를 집에 두고 왔다. 개는 너무 늙어 잠이 들고, 그리고 꿈속에서 그녀를 찾았다"고 노래의 이야기를 설명하였다. 〈Lake Tahoe〉는 이야기가 전개되면서 관점이 바뀌며 총 3개의 서사가 노래 안에 존재한다. 스테판 로버츠의 테너와 마이클 우드의 카운터테너의 그리스식 코러스와 피아노로 시작하는 첫 번째 부분에서는 타호호의 열악한 환경에 대해 소개한다. 바이올린이 겹겹이 쌓인 음이 길게 이어지고 난 후 노래의 탄력이 변화하면서 새로운 스토리텔링이 시작되는 두 번째 서사로 접어들게 된다. 마지막 부분에서는 보컬이 증발하기 전의 유령의 관점으로 이입하여 부시의 목소리를 개의 울음소리로 서서히 변화시킨다. 11분 가량의 오케스트럴 팝이자 피아노 발라드 장르의 노래로, 멀베이는 피아노가 키스 자렛을, NME의 에밀리 맥케이는 현대 클래식과 캐럴 킹 또는 로라 니로 사이의 느낌을 연상한다고 언급하였다. 노래가 끝나갈 무렵에 부시가 피아노 건반을 잘못 누르고 생긴 약간의 침묵이 포함되어 있다.
〈Misty〉는 음반 내에서 가장 긴 노래로 13분 30여 초간 지속된다. 음악적으로는 앰비언트 재즈 및 포크에 블루스와 솔 느낌이 섞여 있는 곡으로, 2개의 피아노 패턴으로 시작하여, 이후에 더블 베이스의 대니 톰슨과 갯의 드럼이 합류한다. 부시는 데이브 브루벡의 느낌을 얻으려고 노력했다고 밝혔다. 또한 노래의 주제를 "눈사람을 만든 소녀와 눈사람이 소녀의 침실에 방문하는 이야기"라고 설명했으며, 다른 인터뷰에서는 "분명히 성적인 만남이 진행되고 있다고 생각한다"고 밝혔다. 소설가 데이비드 미첼은 노래 속의 눈사람을 "성적인 레이먼드 브릭스의 눈사람"이라고 묘사하였다. "한 번 뿐인 밀회" 후 소녀가 일어났을 때 눈사람은 없고, 시트가 젖은 채 베개 위에는 "죽은 잎, 뒤틀린 가지 몇 개"만이 남으며 노래가 끝난다. 한편 부시는 〈Misty〉가 음반 내에서 "가장 어려운 곡"이라고 언급하면서, "말도 안 되는 생각이지만 부드러움이 있었으면 좋겠지만, 꽤나 어둡다. 내가 그런 느낌이 나도록 만들었기를 바라지만, 많은 면에서 그러지 못한 것 같다"고 고백하였다.

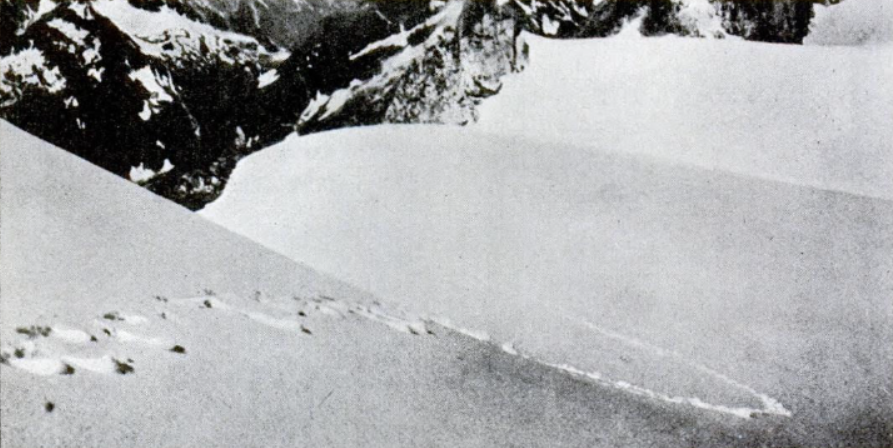
1937년 촬영된 예티의 발자국으로 추정되는 사진

35분 동안 진행된 세 곡 이후의 첫 곡인 〈Wild Man〉은 업템포의 재즈 펑크 노래로, 일렉트릭 베이스, 신시사이저, 백 보컬, 확실한 리듬 등 팝 음악에 가까운 요소를 갖춘 노래이다. 아시아적인 기타 리프로 연주되다 후렴구에서는 딸랑딸랑 소리의 타악기와 오르간 소리를 사용했다. 앤디 페어웨더 로우가 네팔의 히말라야산맥에 살고 있는 예티 역으로 게스트 보컬에 참여하였다. 가사에서 부시는 예티를 쫓지만, 사냥당하는 예티에 동정심을 느껴 보호를 위해 발자국을 닦기도 한다. 노래 속에서 예티는 식물, 동물 및 서식지에 대한 인간의 잔인함에 대한 은유로 사용됐다. 부시는 구글이나 유튜브가 수세기간 이어져 온 불확실함을 쉽게 없앤다고 얘기하며 "현대 세계에서 미스터리한 것은 인터넷 시대 이전보다 훨씬 소중하며, 만약 미스터리가 우리에게서 사라진다면 정말 끔찍할 것"이라고 주장하였다. 월스트리트 저널은 패티 스미스를 연상시키는 방식으로 노래한다고 표현하였다. 또한 전기 작가 그레이엄 톰슨은 그레이스 존스, 오노 요코, 《Lodger》 시기의 데이비드 보위를, NME는 《Scary Monsters (and Super Creeps)》 시기의 보위, 《Tusk》 시기의 플리트우드 맥, 그리고 《The Dreaming》과 《The Sensual World》 시기의 부시를 유사한 음악으로 언급했다.
멜로드라마풍의 〈Snowed in at Wheeler Street〉는 부시의 어린 시절부터 좋아하고 영웅 중 한 명으로 삼던 엘튼 존과의 듀엣으로, 엘튼 존과의 협업을 염두에 두고 노래를 만들었다. 부시의 피아노에 낮게 깔리는 신스 펄스가 특징인 노래이다. 로마 대화재, 파리, 제2차 세계 대전, 그레이트 스모그 당시의 런던, 9·11 테러 당시의 뉴욕 등 여러 시간과 장소에 걸쳐 만나지만, 운명, 역사, 잘못된 선택 등 통제할 수 없는 힘에 의해 계속해서 분리된다는 이야기를 가지고 있다. 부시는 이전부터 여러 생에 걸쳐 만나지만 재회할 때마다 다시 갈라지는 아이디어를 오래 전부터 생각하고 있었다. 또한 제목에서 언급된 휠러가(Wheeler Street)는 버밍엄, 시애틀, 케임브리지, 뉴욕주에 존재하지만 어떤 휠러가가 제목의 거리인지는 정확히 이야기하지 않았다. 그레이엄 톰슨은 음악적으로나 "영원히 좌절된 사랑"이라는 가사의 주제를 보나 《The Sensual World》의 〈Never Be Mine〉과 비슷하다고 언급하였으며, 피치포크는 〈Running Up That Hill〉의 속편이라고 묘사했다.
타이틀 트랙 〈50 Words for Snow〉은 스포큰 워드에 트립합과 펑크적 요소가 섞여 있는 노래로, 음반 내에서 가장 마지막으로 작곡된 곡이다. 부시는 수 년 전에 들었던 에스키모들이 눈을 뜻하는 단어가 50개를 가지고 있다는 말에 영감을 받아 만들었다. 프라이는 시베리아의 과학자 조셉 유픽 교수 역으로 참여했다. 부시는 프라이가 어떤 단어든 아름답게 전달할 수 있을 것이라 생각하여, 처음에는 직접적인 단어로 시작하여 노래가 진행될 수록 점점 이상하게 들리도록 설계하였다. 프라이는 개인적으로 친분이 있던 클링온어의 창시자로부터 공식적인 단어를 받아와, 노래의 42번째에는 클링온어 "peDtaH 'ej chlS qo'"가 사용되었다. 가장 좋아하는 단어에 대해 부시는 "faloop'njoompoola"를 꼽았다. 미첼은 곡에 대해 "하이쿠 성격이 짙은 조이스풍의 단어 50개가 눈보라를 친다"고 표현했다.
음반의 마지막 곡인 〈Among Angels〉는 피아노 발라드로 단순히 피아노, 현악기와 부시의 목소리만 담겼다. 6분 49초의 길이로 음반 내에서 가장 짧은 곡이자, 《50 Words for Snow》의 수록곡 중 가장 먼저 쓰인 노래이다. 또한 눈과는 아무런 관련이 없는 유일한 곡으로, 가사에는 천사가 "여름 속의 거울처럼 일렁인다"는 가사가 존재한다. 노래가 시작될 때 피아노의 코드를 잘못 잡아 작게 "no"라고 중얼거린다. 부시는 노래가 눈과는 상관이 없지만, 분위기를 보았을 때 《50 Words for Snow》의 다른 노래와 비슷한 느낌을 받았다고 설명하였다. 이름을 밝히지 않은 누군가를 향한 깊은 공감의 목소리를 보내는 노래로, 그레이엄 톰슨은 "가사와 음악 속에 든 절묘한 상실감, 사랑과 의심을 종합했을 때 2008년 사망한 아버지의 죽음에 대한 반응으로 만든 노래로 듣지 않을 수 없다"고 발언했다. 부시는 "매우 우울했던 누군가를 위한 것"이라고 설명하였다. NME는 〈This Woman's Work〉가 떠오른다고 언급하였고, 팝매터스의 셰릴 그레이엄은 개인적인 관점에서 노래를 쓰는 경우가 거의 없는 부시가 만든, 《Aerial》에 수록된 〈A Coral Room〉과 비슷한 "개인적인 노래"로 보았다.

## 발매 및 홍보
부시는 윌슨과의 "Front Row" 인터뷰에서 최초로 새로운 음반을 만들고 있다는 것과 음반의 작곡이 거의 다 끝나간다는 점을 언급했다. 《50 Words for Snow》의 발매 소식은 2011년 9월 12일에 처음으로 공개되었다. 안티-레코드는 10월 초, 부시와의 미국 내 음반 계약 소식과 함께 엘튼 존, 앤디 페어웨더 로우, 프라이가 참여하였다는 소식을 알렸다. 10월 11일에는 리드 싱글 〈Wild Man〉이 디지털 다운로드 형식으로 발매됐으며, 영국 싱글 차트 73위에 진입했다. 음반은 2011년 11월 21일 디지털 음반, CD 그리고 더블 LP로 발매되었다. 《Director's Cut》 이후 6개월 만의 새 음반이자, 《Aerial》 이후 6년 만에 신곡들이 수록된 음반이다. 영국과 유럽에서는 부시가 설립한 피시 피플, 미국에서는 안티 레코드를 통해 음반을 공개하였다. 부시는 음반이 유출되지 않도록 비평가들에게 비평용 복사본 음반을 보낼 때 만약 복사본이 온라인에 돌아다닌다면 공유자에게 죽음이나 그에 상응하는 정도의 위압적인 대응을 한다는 법적 내용이 담긴 문서를 함께 보냈다. 한편, 음반의 전체 버전이 발매 일주일 전인 11월 14일 NPR을 통해 공개되었다. 음반 표지에는 〈Misty〉에서 언급된 눈사람이 여자 아이에게 입맞춤을 하는 모습이 묘사되어 있다. 부시는 모든 음반 표지에 "KT" 표시를 감추어놓는데, 《50 Words for Snow》에는 눈사람의 관자놀이 부근에 표시되어 있다.

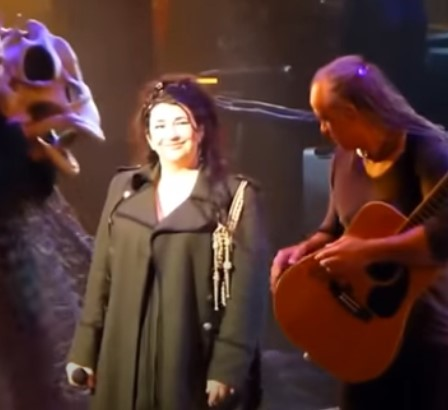
《50 Words for Snow》는 케이트 부시의 "Before the Dawn"(사진) 발표 및 공연 전후로 판매량이 증가하였다.

영국에서는 첫 주에 49,812장을 판매하며 영국 음반 차트에서 5위로 데뷔했다. 스코틀랜드와 아일랜드에서는 각각 최고 순위 10위와 12위를 기록하였으며, 오스트레일리아와 뉴질랜드에서는 40위 이내에 진입하였다. 미국 빌보드 200에서는 첫 주에 83위로 데뷔 후 총 2주 동안 차트에 머물렀다. 이외에도 독일과 핀란드의 음반 차트에서 10위 권 이내의 성적을 기록하였다. 2011년 12월, 영국 축음기 협회는 《50 Words for Snow》에 골드를 인증하였으며, 2011년 영국 내 LP 판매량 8위를 차지하였다. 이듬해 10월까지는 총 14만 장에 가까운 판매고를 올렸다. 2014년 "Before the Dawn" 콘서트 발표 이후에는 판매량의 상승률이 810%에 달하였고, 누적 판매량 155,000장을 달성하였다. 이후 콘서트가 진행되었던 2014년 3분기 동안에 총 9,620장이 추가로 판매되고, 영국 음반 차트에 20위로 재진입하였다. 2012년 8월 차트 인 프랑스는 프랑스 내 《50 Words for Snow》 판매량이 2만 장을 넘어섰다고 보도하였고, 2014년 12월에 공개된 유니버설 뮤직 그룹의 보고서에서는 미국 내 음반 판매량이 총 42,889장인 것으로 집계되었다.

### 홍보
일부 도시에는 《50 Words for Snow》의 빌보드가 걸렸으며, TV에는 프라이가 녹음한 광고가 방영되었다. 2011년 10월 10일, BBC 라디오 2에서 〈Wild Man〉이 독점 공개되었다. 11월 17일, 마이크 솔링어가 감독한 2분 반 가량의 〈Wild Man〉의 애니메이션 비디오가 공개되었다. 애니메이션에는 소용돌이 속 부시의 모습과 산을 오르는 원정군의 모습이 담겨 있다. 영상을 제작한 핀 브랜트는 꿈같은 분위기를 조성하기 위해 3분이 넘는 영상의 길이를 줄였다. 이어서 11월 28일에는 〈Misty〉의 일부분이 담긴 클레이 애니메이션 "Mistraldespair"가 공개됐다. 부시는 뮤직 비디오에 관해 스톱 모션 애니메이션이 "유기적인 특성으로 순수하고 놀라운 아름다움"을 가지고 있다고 말하였다. 이듬해 1월에는 NPR을 통해 세 번째 비디오이자 〈Lake Tahoe〉를 담은 "Eider Falls a Lake Tahoe"를 공개하였다. "Eider Falls a Lake Tahoe"는 5분 정도 길이의 그림자극 영상으로, 부시가 감독을 맡고 로버트 알솝이 제작하였다. 부시는 "단순함" 때문에 그림자극을 가장 좋아하는 예술 형태 중 하나라고 밝혔다. 2012년 레코드 스토어 데이에는 〈Lake Tahoe〉와 〈Among Angels〉가 수록된 픽처 디스크 10인치 LP를 2천 장 한정으로 판매하였다. 2024년 10월 25일, 부시는 〈Snowflake〉가 배경 음악으로 쓰인 단편 애니메이션 영화 《Little Shrew》를 공개했다. 러시아의 우크라이나 침공에 부분적으로 영감을 받은 《Little Shrew》는 캅카스피그미뒤쥐를 주인공으로 하는 영화로, 워 차일드 기부를 독려하기 위해 만들어졌다.
부시는 "Before the Dawn"에서 《50 Words for Snow》의 수록곡 중 유일하게 〈Among Angels〉를 불렀다. 이듬해 〈Wild Man〉의 리마스터링된 버전이 달라이 라마의 80번째 생일을 기념하기 위한 컴필레이션 음반 《The Art of Peace − Songs for Tibet II》에 수록되었다. 믹싱에 참여한 스티븐 W. 테일러는 "루퍼트와 같이 작업한 것이었다. 원곡에 여러 겹의 소리를 더했지만 거의 들리지 않았다. 케이트의 승인으로 완성됐다"고 언급하며 "음향적으로 매우 다른 접근법을 가지고 있다"고 말했다. 루퍼트는 "더욱 음향심리학적이고 음향 처리에 의존하여 미묘하고 귀를 간지럽히는 방식으로 신선한 화성의 정보를 방출한다"고 표현했다. 새로운 버전에는 제목에 부시가 새로 이름 붙인 "with Remastered Shimmer"가 추가되었다. 2018년 11월 부시는 《50 Words for Snow》를 포함한 모든 정규 음반을 리마스터링한 박스 세트를 발매했다. 2023년 11월에는 "인디 에디션"이라는 이름 아래 2018년 리마스터링한 버전이 담긴 컬러 LP를 발매하였으며, 2024년 11월 15일에는 《Hounds of Love》와 《The Dreaming》에 이어 세 번째 일러스트 버전인 "폴라 에디션"을 공개했다.

## 평가
| 전문가 평가         | 전문가 평가 |
| 총 점수             | 총 점수     |
| 출처                | 점수        |
| ------------------- | ----------- |
| AnyDecentMusic?     | 8.2/10      |
| 메타크리틱          | 85/100      |
| 평가 점수           |             |
| 출처                | 점수        |
| 가디언              | [ 45 ]      |
| 로스앤젤레스 타임스 | [ 102 ]     |
| 모조                | [ 6 ]       |
| 엔터테인먼트 위클리 | A−          |
| 올뮤직              | [ 46 ]      |
| 이브닝 스탠더드     | [ 104 ]     |
| 인디펜던트          | [ 29 ]      |
| 데일리 텔레그래프   | [ 24 ]      |
| 피치포크            | 8.5/10      |
| NME                 | 7/10        |

《50 Words for Snow》는 평단으로부터 좋은 평가를 받았다. 여러 평론가들의 점수를 토대로 100점 만점의 표준 점수를 산정하는 리뷰 애그리게이터 사이트 메타크리틱에서는 85점을, 유사한 웹사이트 AnyDecentMusic?에서는 10점 만점에 8.2점으로 점수가 매겨졌다.
롤링 스톤의 윌 허미스는 《50 Words for Snow》를 "겨울의 주제 속에서 감정의 우주를 찾는 음반"이라고 표현하며, 《The Dreaming》이나 《Hounds of Love》 시기의 보컬처럼 들리지는 않지만 그에 못지않은 숭고함을 지니고 있다고 호평하였다. 올뮤직의 톰 주렉은 "너무 이상한 팝 음반"으로, 참여자를 찾는 것이 거의 불가능하다며 스콧 워커의 《The Drift》와 PJ 하비의 《Let England Shake》와 함께 순수한 야망을 공유하면서도 비슷한 소리가 나지는 않는다고 전했다. 케네디 또한 동일한 두 음반에 대해 언급하며 "이렇게 흥미롭게 추상적인 팝 음반은 없었다"고 이야기했다. 톰 브레이넌은 스테레오검에서 음반을 "완전한 집중을 요구하지 않고도 배경에서 흐릿하게 전개될 수 있는 섬세한 음반"이라고 평하였고, 슬랜트 매거진은 "도전적으로 대담하고 특이할 뿐만 아니라 부시가 평소에 선보인 특이한 점을 완전히 새로운 형태로 재포장"했기 때문에 성공적이라고 좋은 반응을 내비쳤다.
BBC의 주드 로저스는 "《50 Words for Snow》는 이따금 눈보라 속에서 길을 잃기도 하지만 … 그녀가 자신의 불과 얼음으로 우리를 얼마나 움직일 수 있는지 보여준다"라고 평하였다. 알렉시스 페트리디스는 가디언에서 음반을 만점으로 리뷰했다. 페트리디스는 그 전 음반 간의 긴 공백기와 대조되는 6개월 간의 발매 기간 차이를 지적하면서 많은 시간과 노력을 들인 《Aerial》보다는 직관적으로 느껴졌다고 리뷰하였다. 로스앤젤레스 타임스의 마거릿 와플러는 "연약함에서 거센 바람으로 방향을 틀었지만 언제나 고상함의 광기를 지니고 있는 예술곡의 순환"이라고 극찬하였다. 타임스의 윌 호지킨슨은 부시라는 네임 밸류를 제외하고도 《50 Words for Snow》는 특이하고, 아름다우며 다른 어떤 것과도 다르기에 "홀로 일어설 수 있다고" 적었다.
일부 평론가는 존과 프라이의 참여에 부정적인 반응을 보였다. 시카고 트리뷴은 전반부의 거의 완벽한 분위기 이후 "잠깐의 문제가 시작된다"고 표현하였고, Q는 〈50 Words for Snow〉에서의 프라이의 출연이 음반 내에서 유일하게 분위기를 깨는 점이라고 언급하였다. 보스턴 글로브는 "카메오가 정확히 거슬리는 것은 아니지만, 그들의 문제는 눈처럼 부드럽게 떠다니는 것에 만족하는 음반을 짓누른다는 것이다"라고 평가하였다.

### 수상 및 순위
2012년 2월에 개최된 제32회 브릿 어워드에서 부시는 최우수 영국 솔로 여성 아티스트 부문에 후보로 올랐으나, 아델이 최종적으로 수상하였다. 같은 해 5월에 개최된 사우스 뱅크 스카이 아츠 어워드 팝 부문에서는 아델의 《21》과 PJ 하비의 《Let England Shake》와 함께 《50 Words for Snow》가 후보로 지명되었으며, 수상을 차지하였다. 동일한 후보로 진행되었던 제57회 아이버 노벨로 어워드에서는 PJ 하비가 상을 수상했다. 《50 Words for Snow》는 메타크리틱과 AnyDecentMusic?에 등록된 2011년 음반 중 12번째와 9번째로 높은 점수가 산정되었다. 빌리지 보이스에서 매년 실시하는 연례 평론가 설문 조사 패즈 & 잡에서는 332점을 획득하여 총 순위 37위에 올랐다.
| 매체                                    | 주제                                | 순위 | 출처    |
| --------------------------------------- | ----------------------------------- | ---- | ------- |
| 가디언                                  | 2011년 최고의 음반                  | 29   | [ 119 ] |
| 모조                                    | 2011년 최고의 음반                  | 5    | [ 120 ] |
| 메타크리틱                              | 2011년 최고의 음반                  | 12   | [ 116 ] |
| 비츠 퍼 미닛                            | 2011년 최고의 음반                  | 23   | [ 121 ] |
| 빌리지 보이스 패즈 & 잡                 | 2011년 최고의 음반                  | 37   | [ 118 ] |
| 스테레오검                              | 2011년 최고의 음반                  | 11   | [ 122 ] |
| 스테레오검                              | 케이트 부시의 음반 순위             | 5    | [ 123 ] |
| 스핀                                    | 케이트 부시의 음반 순위             | 8    | [ 124 ] |
| 언컷                                    | 언컷 생애에 발매된 음반 (1997–2022) | 199  | [ 125 ] |
| 언컷                                    | 2011년 최고의 음반                  | 40   | [ 126 ] |
| 컨시퀀스                                | 2011년 최고의 음반                  | 31   | [ 127 ] |
| 컨시퀀스                                | 2010년대 최고의 팝 음반             | 24   | [ 128 ] |
| 타임스                                  | 2011년 최고의 팝 음반               | ―    | [ 129 ] |
| 파 아웃 매거진                          | 케이트 부시의 음반 순위             | 4    | [ 130 ] |
| 피치포크                                | 2011년 최고의 음반                  | 36   | [ 131 ] |
| 피치포크                                | 2010년대 최고의 음반                | 191  | [ 132 ] |
| AnyDecentMusic?                         | 2011년 최고의 음반                  | 9    | [ 117 ] |
| BBC                                     | 2011년 최고의 음반                  | 17   | [ 133 ] |
| NME                                     | 케이트 부시의 음반 순위             | 6    | [ 134 ] |
| NPR                                     | 2011년 최고의 콘셉트 음반           | ―    | [ 135 ] |
| (―) 줄표는 순위가 없다는 것을 의미한다. |                                     |      |         |

## 트랙 리스트
전체 작사·작곡: 케이트 부시
1. Snowflake – 9:52
2. Lake Tahoe – 11:08
3. Misty – 13:32
4. Wild Man – 7:17
5. Snowed in at Wheeler Street – 8:05
6. 50 Words for Snow – 8:31
7. Among Angels – 6:49

## 참여진
크레딧은 음반의 라이너 노트에서 발췌하였다.
| 음악 - 케이트 부시 – 피아노 (트랙 1–3, 5, 7), 키보드 (트랙 4–6), 베이스 (트랙 1), 코러스 (트랙 1), 백 보컬 (트랙 4) - 댄 매킨토시 – 기타 (트랙 1, 3–6) - 스티브 갯 – 드럼 (트랙 1–6) - 델 파머 – 베이스 (트랙 1), 종 (트랙 4) - 존 기블린 – 베이스 (트랙 4–6) - 대니 톰슨 – 베이스 (트랙 3) - 앨버트 매킨토시 – 리드 보컬 (트랙 1) - 스테판 로버츠 – 피처링 (트랙 2) - 마이클 우드 – 피처링 (트랙 2) - 앤디 페어웨더 로우 – 피처링 (트랙 4) - 엘튼 존 – 피처링 (트랙 5) - 스티븐 프라이 – 조셉 유픽 교수 역 (트랙 6) | 제작 - 케이트 부시 – 작사·작곡, 프로듀싱 - 델 파머 – 녹음 - 스티븐 W. 테일러 – 추가 녹음, 믹싱 - 스탠리 가브리엘 – 믹싱 보조 - 짐 존스 – 추가 믹싱 보조 - 로버트 휴스턴 – 추가 믹싱 보조 - 패트릭 필립스 – 추가 믹싱 보조 - 크리스 버튼 – 추가 믹싱 보조 - 더그 색스 – 마스터링 - 제임스 거스리 – 마스터링 - 에릭 불랑제 – 마스터링 보조 - 조나단 튜닉 – 오케스트라 편곡·지휘 - 사이먼 로즈 – 오케스트라 세션 녹음 - 크리스 볼스터 – 오케스트라 세션 녹음 보조 - 존 배럿 – 오케스트라 세션 녹음 보조 |

## 차트 및 인증
| 차트 (2011–2012)                     | 최고 순위 |
| ------------------------------------ | --------- |
| 오스트레일리아 앨범 (ARIA)           | 22        |
| 오스트리아 앨범 (Ö3 오스트리아)      | 26        |
| 벨기에 앨범 (울트라탑 플랑드르)      | 18        |
| 벨기에 앨범 (울트라탑 왈로니아)      | 38        |
| 크로아티아 앨범 (HDU)                | 25        |
| 체코 앨범 (ČNS IFPI)                 | 41        |
| 덴마크 앨범 (히트리스트)             | 16        |
| 네덜란드 앨범 (메하하르츠)           | 10        |
| 핀란드 앨범 (수오멘 비랄리넨 리스타) | 8         |
| 프랑스 앨범 (SNEP)                   | 21        |
| 독일 앨범 (Offizielle 탑 100)        | 7         |
| 그리스 앨범 (IFPI)                   | 51        |
| 아일랜드 앨범 (IRMA)                 | 12        |
| 이탈리아 앨범 (FIMI)                 | 38        |
| 일본 앨범 (오리콘)                   | 49        |
| 뉴질랜드 앨범 (RMNZ)                 | 39        |
| 노르웨이 앨범 (VG-리스타)            | 13        |
| 폴란드 앨범 (ZPAV)                   | 37        |
| 스코틀랜드 앨범 (OCC)                | 10        |
| 스웨덴 앨범 (스베리예토프리스탄)     | 13        |
| 스위스 앨범 (슈바이처 히트파라데)    | 12        |
| 영국 앨범 (OCC)                      | 5         |
| 미국 빌보드 200                      | 83        |
| 미국 인디펜던트 앨범 (빌보드)        | 7         |
| 미국 톱 얼터너티브 앨범 (빌보드)     | 9         |
| 미국 톱 록 앨범 (빌보드)             | 13        |

| 차트 (2014)     | 최고 순위 |
| --------------- | --------- |
| 영국 앨범 (OCC) | 20        |

| 차트 (2011)                 | 순위 |
| --------------------------- | ---- |
| 덴마크 앨범 (히트리스트)    | 78   |
| 네덜란드 앨범 (앨범 톱 100) | 88   |
| 프랑스 앨범 (SNEP)          | 188  |
| 영국 앨범 (OCC)             | 93   |

| 국가       | 인증 | 판매량/출하량 |
| ---------- | ---- | ------------- |
| 프랑스     | —    | 20,000        |
| 영국 (BPI) | 골드 | 155,000       |
| 미국       | —    | 42,889        |

### 내용주
1. ↑  원문:"The world is so loud / Keep falling I'll find you"[27]
2. ↑  유픽은 시베리아와 알래스카에서 거주하는 에스키모 중 하나이다.[30]
3. ↑  원문: "They shimmer like mirrors in Summer"[27]
4. ↑  메타크리틱은 최소 15개의 리뷰가 존재하는 음반에 한해 순위가 선정되었다.[116]

### 참조주
1. 1 2 3 4 5 6 7 8 9 10 11 12 13 14 15 16 17 18 19 20 21 22 23 24 25  톰슨 2015, 13장.
2. 1 2  윌슨, 존 (2011년 5월 4일). 〈Kate Bush in a rare interview; and John Cleese reviewed〉. 《Front Row》. BBC. BBC 라디오 4. 2023년 1월 25일에 원본 문서에서 보존된 문서. 2023년 1월 31일에 확인함.
3. 1 2 3 4 5 6 7 8  도란, 존 (2014년 3월 21일). “A Demon In The Drift: Kate Bush Interviewed”. 《콰이터스》. 2023년 2월 5일에 원본 문서에서 보존된 문서. 2023년 2월 5일에 확인함.
4. 1 2  스비트, 올레 로센스탄드 (2011년 12월 3일). “Fru Kates fornemmelse for sne – del 2 af 2” [케이트 부인의 눈에 대한 감각 – 2편 중 2편] (덴마크어). 가파. 2015년 6월 13일에 원본 문서에서 보존된 문서.
5. 1 2  셰든, 이언 (2011년 10월 29일). “Kate Bush still on the cutting edge”. 《오스트레일리언》. 2023년 2월 9일에 원본 문서에서 보존된 문서. 2023년 2월 9일에 확인함. (구독 필요).
6. 1 2  파피디스, 피트. “Catch her drift”. 《모조》. 217호. 90쪽.
7. ↑  크론브링크, 한스 (2011년 11월 22일). “Kate Bush sätter ljud till snöflingans fall” [케이트 부시는 눈송이가 떨어지는 소리를 만든다]. 《DN.se》 (스웨덴어). 2011년 11월 23일에 원본 문서에서 보존된 문서. 2023년 2월 16일에 확인함. (구독 필요).
8. ↑  플릭, 래리 (2011년 12월 8일). 《모닝 졸트》. OutQ. 시리우스 XM.
9. 1 2  라고냐, 마이크 (2011년 11월 23일). “50 Words For Snow: A Conversation With Kate Bush”. 《허프포스트》. 2022년 9월 29일에 원본 문서에서 보존된 문서. 2023년 2월 10일에 확인함.
10. ↑  스비트, 올레 로센스탄드 (2012년 12월 2일). “Fru Kates fornemmelse for sne – del 1 af 2” [케이트 부인의 눈에 대한 감각 – 2편 중 1편] (덴마크어). 2015년 6월 12일에 원본 문서에서 보존된 문서. 가파에 확인함.
11. 1 2 3 4 5 6  컬럼, 제이미 (2011년 11월 22일). “Podcast: Kate Bush Talks ’50 Words For Snow’”. 《musicfeeds.com.au》. Avro.nl. 2021년 9월 16일에 원본 문서에서 보존된 문서. 2023년 2월 10일에 확인함.
12. 1 2  브루네, 알랭 (2011년 11월 19일). “Kate Bush sous la neige” [눈 속의 케이트 부시]. 《라 프레스》 (프랑스어). 2022년 9월 29일에 원본 문서에서 보존된 문서. 2023년 2월 19일에 확인함.
13. ↑  JohnWilson14 (2011년 4월 28일). “Kate Bush interview I did this afternoon will go out on @BBCFrontRow next Wed, 7.15pm on @BBCRadio4” (트윗) (영어). 2023년 1월 31일에 원본 문서에서 보존된 문서. 2023년 2월 1일에 확인함.
14. ↑  마이클스, 션 (2011년 10월 4일). “Kate Bush album to feature Elton John and Stephen Fry”. 《가디언》. 2021년 3월 2일에 원본 문서에서 보존된 문서. 2023년 2월 1일에 확인함.
15. 1 2 3  고메시, 지안 (2011년 11월 22일). 〈Kate Bush on Q〉. 《Q》. CBC 라디오. CBC. 2011년 11월 24일에 원본 문서에서 보존된 문서.
16. ↑  달튼, 스티븐 (2011년 11월 11일). “Kate Bush: 50 Words For Snow”. 클래식 록. 2022년 10월 1일에 원본 문서에서 보존된 문서. 2023년 2월 1일에 확인함.
17. 1 2 3 4 5  파워스, 앤 (2011년 11월 13일). “First Listen: Kate Bush, '50 Words For Snow'”. NPR. 2022년 11월 27일에 원본 문서에서 보존된 문서. 2023년 2월 1일에 확인함.
18. 1 2 3  도일 2022, 299쪽.
19. 1 2  콧, 그레그 (2011년 11월 19일). “Album review: Kate Bush, '50 Words for Snow'”. 《시카고 트리뷴》. 2022년 12월 26일에 원본 문서에서 보존된 문서. 2023년 2월 14일에 확인함. (구독 필요).
20. ↑  길, 앤디 (2011년 11월 18일). “Kate Bush: The ice queen of pop returns”. 《인디펜던트》. 2023년 2월 13일에 원본 문서에서 보존된 문서. 2023년 2월 14일에 확인함.
21. ↑  위더스 2017, 107쪽.
22. 1 2 3  프라사드, 아닐 (2020년). “Stephen W Tayler: Experiential Evocation”. 《innerviews》. 2022년 6월 29일에 원본 문서에서 보존된 문서. 2023년 2월 6일에 확인함.
23. 1 2  라번, 로렌 (2011년 11월 24일). 〈Kate Bush - Interview with Lauren Laverne〉. 《로렌 라번》. BBC. BBC 라디오 6 뮤직. 2011년 12월 1일에 원본 문서에서 보존된 문서. 2023년 2월 16일에 확인함.
24. 1 2 3  브라운, 헬렌 (2011년 11월 18일). “Kate Bush: 50 Words for Snow, CD review”. 《데일리 텔레그래프》. 2011년 11월 18일에 원본 문서에서 보존된 문서. 2023년 2월 11일에 확인함.
25. 1 2 3 4  파피디스, 피터 (2011년 12월). “It's quite a feat for me”. 《모조》. 217호. 92쪽.
26. 1 2 3 4  케네디, 조 (2011년 11월 18일). “Reviews | Kate Bush”. 《콰이터스》. 2012년 7월 19일에 원본 문서에서 보존된 문서. 2023년 2월 13일에 확인함.
27. 1 2 3  《50 Words for Snow》 (CD 부클릿). 케이트 부시. 피시 피플. 2011년. FPCD007.
28. 1 2 3 4 5  돔발, 라이언 (2011년 11월 21일). “Kate Bush: 50 Words for Snow Album Review”. 《피치포크》. 2022년 11월 17일에 원본 문서에서 보존된 문서. 2023년 2월 11일에 확인함.
29. 1 2  길, 앤디 (2011년 11월 18일). “Album: Kate Bush, 50 Words For Snow (Fish People)”. 《인디펜던트》. 2011년 11월 19일에 원본 문서에서 보존된 문서. 2023년 2월 20일에 확인함.
30. 1 2 3 4  멀베이, 존 (2011년 11월 18일). “KATE BUSH – 50 WORDS FOR SNOW”. 언컷. 2022년 1월 17일에 원본 문서에서 보존된 문서. 2023년 2월 1일에 확인함.
31. 1 2 3 4 5 6  엥엘스호번, 톰 (2011년 12월). “Kate Bush: Het lot van een neeuwvlokje” [케이트 부시: 눈송이의 운명]. 《OOR》 (네덜란드어). 36–40쪽.
32. 1 2  엘란, 프리야 (2011년 11월 7일). “Kate Bush, ’50 Words For Snow’ – First Listen”. NME. 2023년 2월 5일에 원본 문서에서 보존된 문서. 2023년 2월 5일에 확인함.
33. ↑  레이너, 벤 (2011년 11월 28일). “Kate Bush’s strange, sensual beasts”. 《토론토 스타》. 2014년 3월 24일에 원본 문서에서 보존된 문서. 2023년 2월 5일에 확인함.
34. 1 2 3  케인, 시번 (2011년 11월 21일). “Album Review: Kate Bush – 50 Words for Snow”. 《컨시퀀스》. 2022년 8월 9일에 원본 문서에서 보존된 문서. 2023년 2월 1일에 확인함.
35. 1 2 3  위더스 2017, 108쪽.
36. ↑  “The Best of Kate Bush in the 2000s”. 《Q》. 2014년 11월. 85쪽.
37. 1 2 3  도일 2022, 300쪽.
38. 1 2  맥케이, 에밀리 (2011년 11월 25일). “Album Review: Kate Bush – ’50 Words For Snow’”. NME. 2019년 12월 28일에 원본 문서에서 보존된 문서. 2023년 2월 11일에 확인함.
39. 1 2  멀베이, 존 (2015년 3월). “50 Words for Snow”. 《언컷》. 《The Ultimate Music Guide: Kate Bush》호. 109쪽.
40. ↑  리드, 라이언 (2011년 11월 15일). “Kate Bush: 50 Words For Snow”. 《페이스트》. 2022년 7월 20일에 원본 문서에서 보존된 문서. 2023년 2월 1일에 확인함.
41. 1 2  미첼, 데이비드 (2028년 12월 7일). “Kate Bush and me: David Mitchell on being a lifelong fan of the pop poet”. 《가디언》. 2022년 3월 28일에 원본 문서에서 보존된 문서. 2023년 2월 17일에 확인함.
42. ↑  윌슨, 존 (2011년 11월 22일). 〈Kate Bush interview; My Week With Marilyn〉. 《Front Row》. BBC. BBC 라디오 4. 2021년 1월 26일에 원본 문서에서 보존된 문서. 2023년 2월 17일에 확인함.
43. 1 2  호지킨슨, 윌 (2011년 11월 18일). “She's off to see the blizzard”. 《타임스》. 10[S]면. 2023년 2월 13일에 원본 문서에서 보존된 문서. 2023년 2월 14일에 확인함 – 타임스 디지털 아카이브 경유.
44. 1 2  엘란, 프리야 (2011년 10월 10일). “Kate Bush, ‘Wild Man’ – Review”. NME. 2023년 2월 5일에 원본 문서에서 보존된 문서. 2023년 2월 19일에 확인함.
45. 1 2 3 4  페트리디스, 알렉시스 (2011년 11월 17일). “Kate Bush: 50 Words for Snow – review”. 《가디언》. 2023년 1월 23일에 원본 문서에서 보존된 문서. 2023년 2월 11일에 확인함.
46. 1 2 3  주렉, 톰 (2011년). “Kate Bush - 50 Words for Snow Album Reviews”. 올뮤직. 2022년 12월 27일에 원본 문서에서 보존된 문서. 2023년 2월 11일에 확인함.
47. ↑  푸실리, 짐 (2011년 11월 23일). “Saying It With Snowflakes”. 《월스트리트 저널》. 2022년 12월 8일에 원본 문서에서 보존된 문서. 2023년 2월 17일에 확인함. (구독 필요).
48. 1 2 3  그레이엄, 셰릴 (2021년 11월 19일). “Kate Bush created a winter wonderland on '50 Words for Snow' 10 years ago”. 《팝매터스》. 2023년 1월 30일에 원본 문서에서 보존된 문서. 2023년 2월 17일에 확인함.
49. ↑  스위니, 이먼 (2011년 11월 18일). “Kiss me Kate”. 《아이리시 인디펜던트》. 2022년 9월 29일에 원본 문서에서 보존된 문서. 2023년 1월 15일에 확인함.
50. ↑  도일 2022, 299–300쪽.
51. ↑  필, 애나 (2019년 12월 2일). “The New Holiday Classics: Best Festive Songs of the Decade”. 롤링 스톤. 2023년 2월 1일에 원본 문서에서 보존된 문서. 2023년 2월 1일에 확인함.
52. ↑  맥스웰, 도미닉 (2022년 6월 24일). “How Gen Z fell for Kate Bush”. 《타임스》. 2022년 6월 24일에 원본 문서에서 보존된 문서. 2023년 2월 1일에 확인함. (구독 필요).
53. ↑  린스키, 도리안. “The Mystery Dance”. 《더 워드》. 68-72쪽.
54. ↑  칭크, 코르넬리우스 (2011년 11월 23일). “Themeninterview: Kate Bush über Schnee” [토픽 인터뷰: 눈에 대한 케이트 부시의 생각] (독일어). 무지크엑스프레스. 2022년 9월 29일에 원본 문서에서 보존된 문서. 2023년 2월 17일에 확인함.
55. 1 2  존즈, 팀 (2011년 9월 12일). “Kate Bush to release new album, 50 Words for Snow”. 《가디언》. 2020년 9월 18일에 원본 문서에서 보존된 문서. 2022년 9월 21일에 확인함.
56. 1 2  “Kate Bush Signs to Anti-, Releasing "50 Words for Snow" 11/21”. 안티 레코드. 2011년 10월 3일. 2020년 4월 10일에 원본 문서에서 보존된 문서. 2022년 9월 21일에 확인함.
57. ↑  “Hear Kate Bush’s new single ‘Wild Man’ – audio”. NME. 2011년 10월 10일. 2023년 2월 12일에 원본 문서에서 보존된 문서. 2023년 2월 12일에 확인함.
58. ↑  “Official Singles Chart Top 100”. 오피셜 차트 컴퍼니. 2011년. 2021년 10월 21일에 원본 문서에서 보존된 문서. 2023년 2월 14일에 확인함.
59. ↑  헌터-틸니, 루도빅 (2011년 11월 19일). “Kate Bush: 50 Words for Snow”. 《파이낸셜 타임스》. 2021년 11월 28일에 원본 문서에서 보존된 문서. 2023년 2월 19일에 확인함. (구독 필요).
60. ↑  “KATE BUSH '50 WORDS FOR SNOW' STREAMING ON NPR'S FIRST LISTEN”. 안티 레코드. 2011년 11월 14일. 2021년 1월 23일에 원본 문서에서 보존된 문서. 2023년 2월 1일에 확인함.
61. ↑  존즈, 팀 (2011년 9월 12일). “Kate Bush makes up for lost time with new album 50 Words For Snow”. 《가디언》. 2023년 2월 4일에 원본 문서에서 보존된 문서. 2023년 2월 12일에 확인함.
62. ↑  도일 2022, 335쪽.
63. ↑  도일 2022, 337쪽.
64. ↑  “Official Album Chart Analysis: Rihanna LP sells 163,819 units”. 뮤직 위크. 2011년 11월 28일. 2016년 6월 1일에 원본 문서에서 보존된 문서. 2022년 9월 20일에 확인함. (구독 필요).
65. 1 2  “Official Scottish Albums Chart Top 100”. 오피셜 차트 컴퍼니. 2018년 5월 30일에 확인함.
66. 1 2  “GFK Chart-Track Albums: Week 47, 2011”. 《차트-트랙》. IRMA. 2017년 12월 14일에 원본 문서에서 보존된 문서. 2023년 1월 9일에 확인함.
67. 1 2  "Kate Bush – 50 Words for Snow". Australiancharts.com. Hung Medien.  2023년 1월 9일에 확인함.
68. 1 2  “Kate Bush – 50 Words for Snow”. Hung Medien. 2023년 1월 9일에 확인함.
69. 1 2  “Kate Bush Chart History (Billboard 200)”. 빌보드. 2023년 1월 9일에 확인함.
70. 1 2  "Offiziellecharts.de – Kate Bush – 50 Words for Snow" (독일어). GfK 엔터테인먼트 차트.  2018년 5월 30일에 확인함.
71. 1 2  “Kate Bush: 50 Words for Snow” (핀란드어). 수오멘 비랄리넨 리스타. 2023년 1월 9일에 확인함.
72. 1 2  “British album certifications – Kate Bush – 50 Words for Snow” (영어). 영국 축음기 협회. 2011년 12월 2일.
73. ↑  “Six-year high for vinyl record sales as singles decline”. BBC. 2012년 1월 24일. 2022년 11월 29일에 원본 문서에서 보존된 문서. 2023년 1월 10일에 확인함.
74. ↑  윌리엄스, 폴 (2012년 10월 5일). “Paying The Price”. 《뮤직 위크》 (런던). 14-15쪽  – 프로퀘스트 경유. (구독 필요).
75. 1 2  콥시, 롭 (2014년 8월 26일). “Kate Bush sees 11 albums enter the Top 100 ahead of first live shows in 35 years”. 오피셜 차트 컴퍼니. 2022년 5월 5일에 원본 문서에서 보존된 문서. 2022년 9월 20일에 확인함.
76. ↑  파킨키스, 톰 (2014년 10월 10일). “Can Streams Come True?”. 《뮤직 위크》 (런던). 16-19쪽  – 프로퀘스트 경유. (구독 필요).
77. ↑  톰슨 2015, 14장.
78. 1 2  하마르, 조나단 (2012년 8월 13일). “Kate Bush dévoile un nouveau remix de "Running Up That Hill"” [케이트 부시가 〈Running Up That Hill〉의 새 리믹스를 공개하다]. 《차트 인 프랑스》 (프랑스어). 퓨어메디아. 2022년 6월 4일에 원본 문서에서 보존된 문서. 2022년 9월 20일에 확인함. Au mois de novembre, c'est "50 Words for Snow" qui débarquait chez les disquaires. Cet album, écoulé à tout juste 20.000 exemplaires en France… (하략)
79. 1 2  “UMGD New Releases: Marianne Faithfull – Give My Love to London”. 유니버설 뮤직 그룹. 2014. 89쪽. 2022년 9월 22일에 원본 문서에서 보존된 문서. 2017년 12월 9일에 확인함 – 스크리브드 경유. (구독 필요).
80. ↑  브루스, 켄 (2011년 10월 10일). “Kate Bush: World Exclusive”. BBC 라디오 2. 2011년 10월 10일에 원본 문서에서 보존된 문서. 2023년 2월 1일에 확인함.
81. ↑  부시, 케이트 (2011년 11월 17일). “Wild Man - Animation”. 《www.katebush.com》. 2011년 12월 21일에 원본 문서에서 보존된 문서.
82. ↑  브레이언, 톰 (2011년 11월 17일). “Kate Bush – “Wild Man” Video”. 《스테레오검》. 2022년 9월 21일에 원본 문서에서 보존된 문서. 2022년 9월 21일에 확인함.
83. ↑  브랜트, 핀. “Kate Bush - Wild Man”. 《www.brandtanim.co.uk》. 2021년 12월 25일에 원본 문서에서 보존된 문서. 2022년 9월 21일에 확인함.
84. ↑  배턴, 캐리 (2011년 11월 28일). “Watch the New Kate Bush Video for "Misty"”. 《피치포크》. 2022년 1월 17일에 원본 문서에서 보존된 문서. 2022년 9월 21일에 확인함.
85. ↑  부시, 케이트 (2011년). “Mistraldespair - Animation”. 《www.katebush.com》. 2011년 11월 28일에 원본 문서에서 보존된 문서.
86. ↑  “Kate Bush Premieres New Video via NPR”. 안티 레코드. 2012년 1월 24일. 2015년 9월 16일에 원본 문서에서 보존된 문서. 2022년 9월 21일에 확인함.
87. ↑  브레이언, 톰 (2012년 1월 24일). “Kate Bush – “Eider Falls At Lake Tahoe” Video”. 《스테레오검》. 2021년 9월 24일에 원본 문서에서 보존된 문서. 2022년 9월 21일에 확인함.
88. ↑  펠리, 젠 (2012년 1월 24일). “Watch the New Kate Bush Video”. 《피치포크》. 2022년 1월 20일에 원본 문서에서 보존된 문서. 2022년 9월 21일에 확인함.
89. ↑  라비, 댄 (2012년 1월 24일). “Kate Bush's Shadow Play”. NPR. 2021년 4월 10일에 원본 문서에서 보존된 문서. 2022년 9월 21일에 확인함.
90. ↑  펠리, 젠 (2012년 4월 20일). “The Top 45 Releases of Record Store Day 2012”. 《피치포크》. 2022년 11월 1일에 원본 문서에서 보존된 문서. 2023년 1월 11일에 확인함.
91. ↑  싱클레어, 폴 (2012년 3월 16일). “Kate Bush participating in Record Store Day with vinyl picture disc”. 《SuperDeluxeEdition》. 2022년 8월 9일에 원본 문서에서 보존된 문서. 2023년 1월 11일에 확인함.
92. ↑  매킨토시, 스티븐 (2024년 10월 25일). “Kate Bush reveals plans to make new music”. BBC. 2024년 10월 26일에 확인함.
93. ↑  부시, 케이트 (2024년 10월 25일). “Meet Little Shrew...”. 《katebush.com》. 2024년 10월 26일에 확인함.
94. ↑  제러드, 크리스 (2016년 12월 6일). “Kate Bush: Before The Dawn”. 《팝매터스》. 2022년 12월 9일에 원본 문서에서 보존된 문서. 2023년 2월 9일에 확인함.
95. ↑  부시, 케이트 (2015년). “The Art of Peace - Songs for Tibet II”. 《www.katebush.com》. 2015년 12월 1일에 원본 문서에서 보존된 문서.
96. ↑  싱클레어, 폴 (2015년 8월 4일). “Kate Bush / Wildman: Art of Peace / Songs For Tibet update”. 《SuperDeluxeEdition》. 2022년 8월 16일에 원본 문서에서 보존된 문서. 2023년 2월 6일에 확인함.
97. ↑  크롤, 샬럿 (2018년 10월 4일). “All of Kate Bush’s studio albums are being remastered for the first time”. 《NME》. 2022년 12월 30일에 원본 문서에서 보존된 문서. 2023년 2월 23일에 확인함.
98. ↑  보너, 마이클 (2023년 10월 10일). “Kate Bush coloured vinyl reissues announced”. 언컷. 2023년 10월 13일에 원본 문서에서 보존된 문서. 2023년 10월 20일에 확인함.
99. ↑  싱클레어, 폴 (2024년 10월 28일). “Kate Bush announces a new illustrated edition of 50 Words For Snow”. 《SuperDeluxeEdition》. 2024년 10월 30일에 확인함.
100. 1 2  “50 Words for Snow by Kate Bush reviews”. 《AnyDecentMusic?》. 2011년. 2022년 7월 5일에 원본 문서에서 보존된 문서. 2023년 2월 11일에 확인함.
101. ↑  “Kate Bush - 50 Words for Snow”. 《메타크리틱》. 2011년. 2023년 2월 1일에 원본 문서에서 보존된 문서. 2023년 2월 11일에 확인함.
102. 1 2  와플러, 마거릿 (2011년 11월 21일). “Album Review: Kate Bush's "50 Words for Snow"”. 《로스앤젤레스 타임스》. 2022년 4월 8일에 원본 문서에서 보존된 문서. 2023년 2월 11일에 확인함.
103. ↑  우드, 미카엘 (2011년 11월 17일). “50 Words for Snow review - Kate Bush”. 《엔터테인먼트 위클리》. 2022년 12월 9일에 원본 문서에서 보존된 문서. 2023년 2월 11일에 확인함.
104. ↑  “CDs of the week: Rihanna, Michael Jackson, Kate Bush”. 《이브닝 스탠더드》. 2011년 11월 18일. 2011년 11월 24일에 원본 문서에서 보존된 문서. 2023년 2월 20일에 확인함.
105. ↑  허미스, 윌 (2011년 11월 24일). “An Art-Rock Godmother Returns”. 《롤링 스톤》. 1144호. 70쪽. 2023년 2월 11일에 확인함.
106. ↑  브레이넌, 톰 (2011년 11월 22일). “Album Of The Week: Kate Bush 50 Words For Snow”. 《스테레오검》. 2021년 5월 18일에 원본 문서에서 보존된 문서. 2023년 2월 14일에 확인함. (구독 필요).
107. ↑  캐털도, 제시 (2011년 11월 20일). “Review: Kate Bush, 50 Words for Snow”. 《슬랜트 매거진》. 2022년 9월 26일에 원본 문서에서 보존된 문서. 2023년 2월 14일에 확인함.
108. ↑  로저스, 주드 (2011년). “Kate Bush 50 Words for Snow Review”. BBC. 2023년 2월 11일에 원본 문서에서 보존된 문서. 2023년 2월 13일에 확인함.
109. ↑  세갈, 빅토리아 (2011년 12월). “Kate Bush: 50 Words for Snow”. 《Q》. 123쪽.
110. ↑  리드, 제임스 (2011년 11월 22일). “Kate Bush’s ‘50 Words for Snow’”. 《보스턴 글로브》. 2022년 9월 14일에 원본 문서에서 보존된 문서. 2023년 2월 14일에 확인함. (구독 필요).
111. ↑  “Clean cut Ed Sheeran leads the Brit pack nominees”. 《타임스》. 2012년 1월 13일. 2021년 8월 18일에 원본 문서에서 보존된 문서. 2023년 2월 12일에 확인함. (구독 필요).
112. ↑  “Brit Awards: Adele cut short amid triumph”. BBC. 2012년 2월 22일. 2022년 12월 13일에 원본 문서에서 보존된 문서. 2023년 2월 12일에 확인함.
113. ↑  “Adele takes on women for South Bank awards”. 《데일리 텔레그래프》. 2012년 4월 2일. 2022년 6월 27일에 원본 문서에서 보존된 문서. 2023년 2월 12일에 확인함. (구독 필요).
114. ↑  “Kate Bush and Grayson Perry win at the South Bank Sky Arts Awards”. 《데일리 텔레그래프》. 2012년 5월 1일. 2022년 7월 3일에 원본 문서에서 보존된 문서. 2023년 2월 12일에 확인함. (구독 필요).
115. ↑  “The Ivors 2012”. 《The Ivors》. 아이버스 아카데미. 2012년. 2016년 6월 24일에 원본 문서에서 보존된 문서.
116. 1 2 3  디에츠, 제이슨 (2011년 12월 30일). “The Best Albums of 2011”. 《메타크리틱》. 2022년 12월 1일에 원본 문서에서 보존된 문서. 2023년 2월 1일에 확인함.
117. 1 2  “The ADM Top 10 of 2011”. 《AnyDecentMusic?》. 2020년 1월 8일에 원본 문서에서 보존된 문서. 2023년 2월 11일에 확인함.
118. 1 2  “Pazz + Jop 2011 Albums — All Votes”. 빌리지 보이스. 2012년 1월 23일에 원본 문서에서 보존된 문서.
119. ↑  존즈, 팀 (2011년 12월 1일). “The best albums of 2011: 50-11”. 《가디언》. 2023년 1월 16일에 원본 문서에서 보존된 문서. 2023년 2월 1일에 확인함.
120. ↑  브레이언, 톰 (2011년 12월 2일). “MOJO’s Top 50 Albums Of 2011”. 《스테레오검》. 2020년 8월 5일에 원본 문서에서 보존된 문서. 2023년 2월 1일에 확인함.
121. ↑  “THE TOP 50 ALBUMS OF 2011”. 《비츠 퍼 미닛》. 2011년 12월 15일. 2021년 12월 4일에 원본 문서에서 보존된 문서. 2023년 2월 1일에 확인함.
122. ↑  “Stereogum’s Top 50 Albums Of 2011”. 《스테레오검》. 2011년 12월 5일. 2020년 11월 11일에 원본 문서에서 보존된 문서. 2023년 2월 1일에 확인함. (구독 필요).
123. ↑  리드, 라이언 (20213년 10월 7일). “Kate Bush Albums From Worst To Best”. 《스테레오검》. 2022년 8월 17일에 원본 문서에서 보존된 문서. 2023년 2월 1일에 확인함.
124. ↑  시플리, 알 (2022년 7월 18일). “Every Kate Bush Album, Ranked”. 《스핀》. 2022년 8월 18일에 원본 문서에서 보존된 문서. 2023년 2월 1일에 확인함.
125. ↑  “300 Greatest Albums of Uncut's Lifetime”. 《언컷》. 2022년 5월. 75쪽. 2023년 6월 29일에 확인함 – 인터넷 아카이브 경유.
126. ↑  멀베이, 존 (2013년 1월 10일). “Uncut’s Top 50 of 2011; One Year On…”. 언컷. 2022년 7월 2일에 원본 문서에서 보존된 문서. 2023년 2월 1일에 확인함.
127. ↑  “Top 50 Albums of 2011”. 《컨시퀀스》. 2011년 12월 16일. 2023년 1월 17일에 원본 문서에서 보존된 문서. 2023년 2월 1일에 확인함.
128. ↑  내프털, 애슐리 (2019년 11월 7일). “Top 25 Pop Albums of the 2010s”. 《컨시퀀스》. 2023년 1월 17일에 원본 문서에서 보존된 문서. 2023년 2월 1일에 확인함.
129. ↑  “Seen and heard: the best of 2011”. 《타임스》. 2011년 12월 16일. 2023년 2월 14일에 확인함 – 타임스 디지털 아카이브 경유.
130. ↑  왓틀리, 잭 (2020년 12월 27일). “Ranking all of Kate Bush's studio albums in order of greatness”. 《파 아웃 매거진》. 2022년 8월 19일에 원본 문서에서 보존된 문서. 2023년 2월 1일에 확인함.
131. ↑  “The Top 50 Albums of 2011”. 《피치포크》. 2016년 3월 22일에 원본 문서에서 보존된 문서. 2023년 2월 1일에 확인함.
132. ↑  “The 200 Best Albums of the 2010s”. 《피치포크》. 2019년 10월 8일. 2019년 10월 8일에 원본 문서에서 보존된 문서. 2023년 2월 1일에 확인함.
133. ↑  다이버, 마이크 (2011년 12월 1일). “BBC Music Writers' Top 25 Albums of 2011”. BBC. 2012년 1월 1일에 원본 문서에서 보존된 문서. 2023년 2월 1일에 확인함.
134. ↑  호턴, 매튜 (2019년 7월 30일). “Kate Bush – Rank The Albums”. 《NME》. 2022년 12월 25일에 원본 문서에서 보존된 문서. 2023년 2월 1일에 확인함.
135. ↑  섀퍼, 존 (2011년 12월 21일). “Music And The Big Idea: The Top 5 Concept Albums Of 2011”. NPR. 2012년 7월 14일에 원본 문서에서 보존된 문서. 2023년 10월 9일에 확인함.
136. ↑  "Kate Bush - 50 Words for Snow" (독일어). Austriancharts.at. Hung Medien.  2023년 1월 9일에 확인함.
137. ↑  "Kate Bush – 50 Words for Snow" (네덜란드어). Ultratop.be. Hung Medien.  2023년 1월 9일에 확인함.
138. ↑  "Kate Bush – 50 Words for Snow" (프랑스어). Ultratop.be. Hung Medien.  2023년 1월 9일에 확인함.
139. ↑  “Top Kombiniranih – Tjedan 47. 2011.” (크로아티아어). 톱 오브 더 숍스. 2017년 9월 29일에 원본 문서에서 보존된 문서. 2023년 1월 9일에 확인함.
140. ↑  “Albums – Top 100 (Bush Kate – 50 Words for Snow)” (체코어). ČNS IFPI. 2016년 3월 3일에 원본 문서에서 보존된 문서. 2022년 6월 9일에 확인함.
141. ↑  “Danishcharts.dk – Kate Bush – 50 Words for Snow”. Hung Medien. 2023년 1월 9일에 확인함.
142. ↑  "Kate Bush – 50 Words for Snow". Dutchcharts.nl. Hung Medien.  2023년 1월 9일에 확인함.
143. ↑  "Kate Bush – 50 Words for Snow". Lescharts.com. Hung Medien.  2023년 1월 9일에 확인함.
144. ↑  “Top-75 Albums Sales Chart” (그리스어). IFPI 그리스. 2011년 12월 13일에 원본 문서에서 보존된 문서. 2011년 11월 15일에 확인함.
145. ↑  "Kate Bush – 50 Words for Snow". Italiancharts.com. Hung Medien.  2018년 5월 30일에 확인함.
146. ↑  “雪のための50の言葉 | ケイト・ブッシュ” [50 Words for Snow | 케이트 부시] (일본어). 오리콘. 2018년 5월 30일에 확인함.
147. ↑  "Kate Bush – 50 Words for Snow". Norwegiancharts.com. Hung Medien.  2023년 1월 9일에 확인함.
148. ↑  "Oficjalna lista sprzedaży :: OLIS - Official Retail Sales Chart" (폴란드어). OLiS. 폴란드 축음기 산업 협회.  2023년 1월 9일에 확인함.
149. ↑  "Kate Bush – 50 Words for Snow". Swedishcharts.com. Hung Medien.  2023년 1월 9일에 확인함.
150. ↑  "Kate Bush – 50 Words for Snow". Swisscharts.com. Hung Medien.  2023년 1월 9일에 확인함.
151. ↑  “Official Albums Chart Top 100”. 오피셜 차트 컴퍼니. 2023년 1월 9일에 확인함.
152. ↑  “Kate Bush Chart History (Independent Albums)”. 빌보드. 2023년 1월 9일에 확인함.
153. ↑  “Kate Bush Chart History (Top Alternative Albums)”. 빌보드. 2023년 1월 9일에 확인함.
154. ↑  “Kate Bush Chart History (Top Rock Albums)”. 빌보드. 2023년 1월 9일에 확인함.
155. ↑  “Official Albums Chart Top 100”. 오피셜 차트 컴퍼니. 2023년 1월 9일에 확인함.
156. ↑  “Album Top-100 – År 2011”. 《Hitlisten.NU》 (덴마크어). 2012년 6월 9일에 원본 문서에서 보존된 문서. 2012년 1월 24일에 확인함.
157. ↑  “Jaaroverzichten – Album 2011” (네덜란드어). 메하하르츠. 2022년 10월 21일에 원본 문서에서 보존된 문서. 2023년 1월 9일에 확인함.
158. ↑  “Classement Albums – année 2011” (프랑스어). 프랑스 음반 협회. 2013년 10월 6일에 원본 문서에서 보존된 문서. 2012년 2월 2일에 확인함.
159. ↑  “End of Year Album Chart Top 100 – 2011”. 오피셜 차트 컴퍼니. 2022년 10월 21일에 원본 문서에서 보존된 문서. 2018년 5월 30일에 확인함.

### 참고 자료
- 톰슨, 그레이엄 (2015년). 《Under the Ivy: The Life & Music of Kate Bush》 (영어) 증보판. 런던: 옴니버스 프레스. ISBN 978-1-7803-8146-6.
- 도일, 톰 (2022년). 《Running Up That Hill: 50 Visions of Kate Bush》 (영어). 런던: 나인 에이트 북스. ISBN 978-1-7887-0779-4.
- 위더스, D-M (2017년 1월). “Playing with time: Kate Bush's temporal strategies and resistant time consciousness”. 《포퓰러 뮤직》 (케임브리지 대학교 출판부) 36 (1). doi:10.1017/S0261143016000702. ISSN 0261-1430.